# Тимофеев, Сергей Фёдорович
Сергей Фёдорович Тимофеев (19 марта 1950, Казань — 5 июля 2021) — советский борец вольного стиля, чемпион РСФСР, обладатель Кубка СССР, чемпион Европы, мастер спорта СССР международного класса (1976).

## Биография
Увлёкся борьбой в 1964 году. В 1972 году выполнил норматив мастера спорта СССР. Участник летних Олимпийских игр 1976 года в Монреале, где занял 6-е место. Тренер-преподаватель ДЮСШ Высокогорского муниципального района Татарстана (село Высокая Гора).
Скончался 5 июля 2021 года.

## Спортивные результаты
- Кубок СССР по вольной борьбе 1975 года — ;
- Чемпионат РСФСР по дзюдо 1974 года — ;